# Midraridi
I Midraridi o Banū Midrār (in arabo ﺑﻨﻮ ﻣﺪﺭﺍﺭ‎?, o in berbero Āit Midrār) furono una dinastia berbera che governò Sigilmassa fino alla sua caduta nel 976-7.
In merito all'origine della dinastia esistono varie tradizioni: una sostiene che, in una data della seconda metà dell'VIII secolo (forse il 757-8), un gruppo di 4.000 kharigiti sufriti si sarebbe raccolto in quelle regioni maghrebine, a prudenziale distanza dal Califfato abbaside e dall'Emirato degli Omayyadi di al-Andalus (entrambi sunniti), nei pressi del già esistente centro abitato di Sigilmassa, e prescelse come sua guida (imām) un uomo di colore, che si chiamava ʿĪsā ibn Mazyad, detto al-Aswad (Il nero), proveniente da Miknās.

Dopo 15 anni di regno, costui sarebbe stato ucciso nel 772 dai suoi sudditi che, evidentemente scontenti per il suo operato, lo impiccarono a un albero, scegliendo per sostituirlo il berbero Abū l-Qāsim Samghū ibn Wāsūl (che anni prima era stato il pioniere di quell'insediamento religioso), il quale sarebbe rimasto al potere per 13 anni, fino alla sua morte naturale nel 784 e al quale sarebbe succeduto il figlio Abū l-Wazīr al-Yās e, nel 790, l'altro suo figlio Abū l-Muntaṣir al-Yasaʿ. Sarebbe stato il figlio di questi, di nome Midrār ("L'elargitore di copiosa pioggia"), 
(Claudio Lo Jacono, Storia del mondo islamico (VII-XVI secolo) I. Il Vicino Oriente, Torino, Einaudi, 2003, pp. 161-2.)
Una seconda tradizione attribuisce invece l'avvio della dinastia proprio ad Abū l-Qāsim Samghū (nipote di un ʿĪsā ibn Yazīd che avrebbe fondato nel 757 Sigilmassa) a un musulmano andaluso sfuggito alla repressione scatenata dall'Emiro di Cordova al-Hakam ibn Hisham dopo il fallimento dell'"insurrezione del rabaḍ" (quartiere) della capitale omayyade dell'818, mentre un'ultima tradizione (riportata da al-Bakrī) indica come fondatore della dinastia un fabbro di nome Midrār ibn ʿAbd Allāh, un musulmano nero originario di Cordova. 
Affermatosi commercialmente come capolinea della "via dell'oro", lo Stato midraride preferì riconoscersi vassallo degli Omayyadi di al-Andalus piuttosto che destarne la cupidigia e vederselo come avversario in grado di distruggerlo facilmente e, per ottenere ciò, fu inevitabile che si mettesse la sordina al messaggio sufrita, decisamente eversivo agli occhi non solo dei sunniti.
Grazie alle loro capacità, i Midraridi riuscirono a sopravvivere anche all'impetuosa e irresistibile avanzata dei Fatimidi ismailiti, che li mantennero al loro posto, in veste di vassalli.
La dinastia crollò solo nel 976-7 quando Sigilmassa fu presa dal berbero Khazrūn b. Fulful b. Khazar al-Maghrāwī, alleato degli Omayyadi del Califfato di Cordova, che guidava i berberi Zanāta. Egli regnò sulle aree già midraridi, e così fece suo figlio Wānūdīn e suo nipote Masʿūd, fino alla conquista almoravide del 1055.